# YRP野比駅前商店街
YRP野比駅前商店街（YRPのびえきまえしょうてんがい）は神奈川県横須賀市野比にある商店街である。京浜急行電鉄久里浜線YRP野比駅の駅前に位置し、構成店舗によりYRP野比駅前商店会を組織している。

## 概説
「がんばります！」をキャッチフレーズとしている。歴史は1963年（昭和38年）に野比駅（現・YRP野比駅）が開業。5年後の1968年（昭和43年）に野比駅前商店会が発足したことに始まる。現在は52店舗が営業し、横須賀市北下浦地域では最大の商店街である。営業する商店及び施設は、金融機関、飲食店、生活店、スーパーマーケット、コンビニエンスストアなど多岐にわたる。商店街の振興のため、季節ごとのセール「バザール野比」や餅つき、夏の盆踊りなどのイベント開催やクーポン券の発行を行っている。
商店会が2005年にホームページを新設する際に、野比が名称の由来という説のある漫画『ドラえもん』の野比のび太を活性化のために活用できないかという議論が商店会で起き、2007年には地元紙である神奈川新聞にも報じられた。ただ、神奈川新聞の記事においても、のび太の由来が野比である点（作者の藤子・F・不二雄に国立療養所久里浜病院（現・国立病院機構久里浜医療センター）での療養歴があるという説）の裏付けは「見つかっていない」と記されており、のび太の活用は具体化していない。

## 主な周辺施設

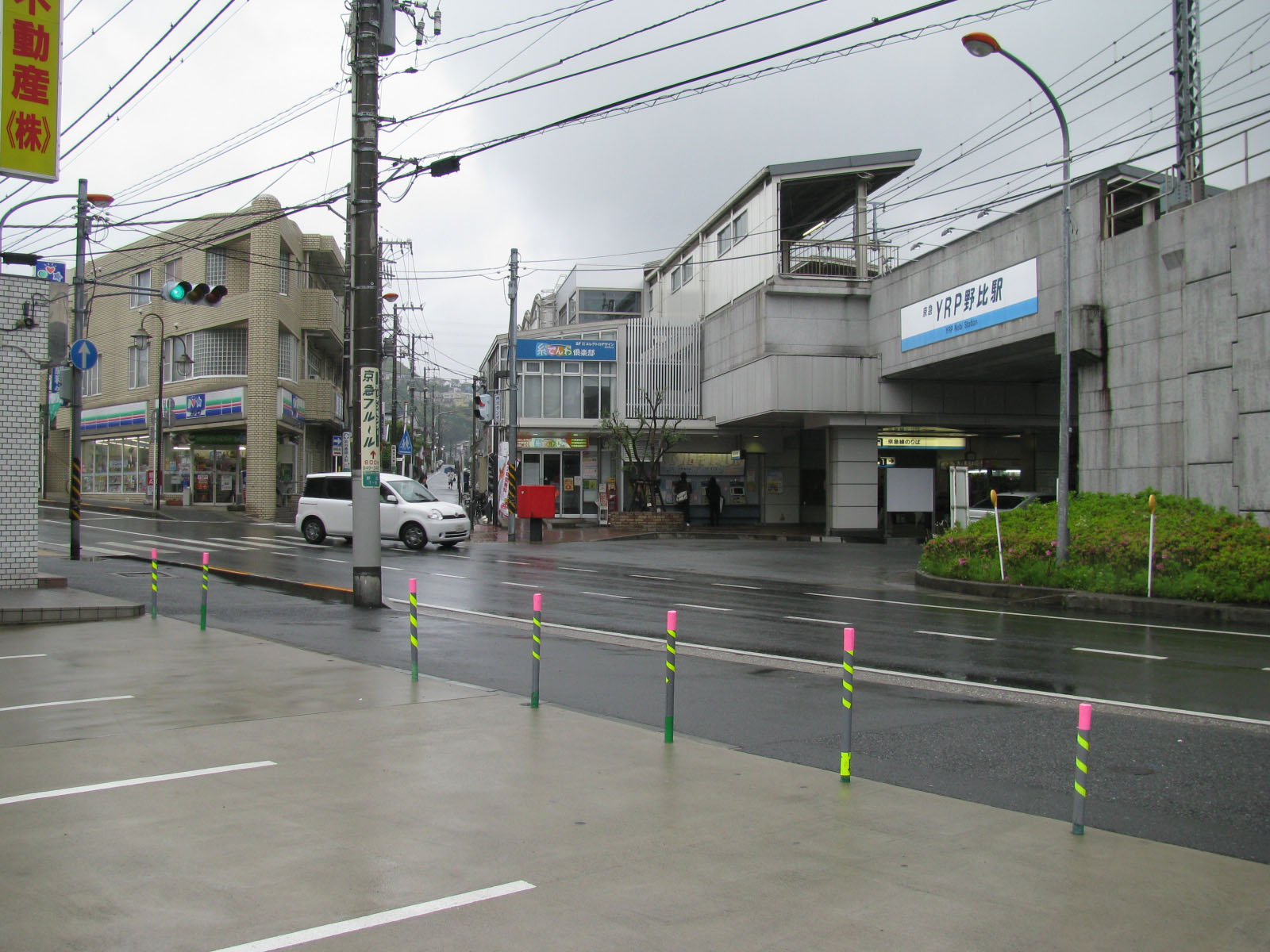
YRP野比駅（2008年）

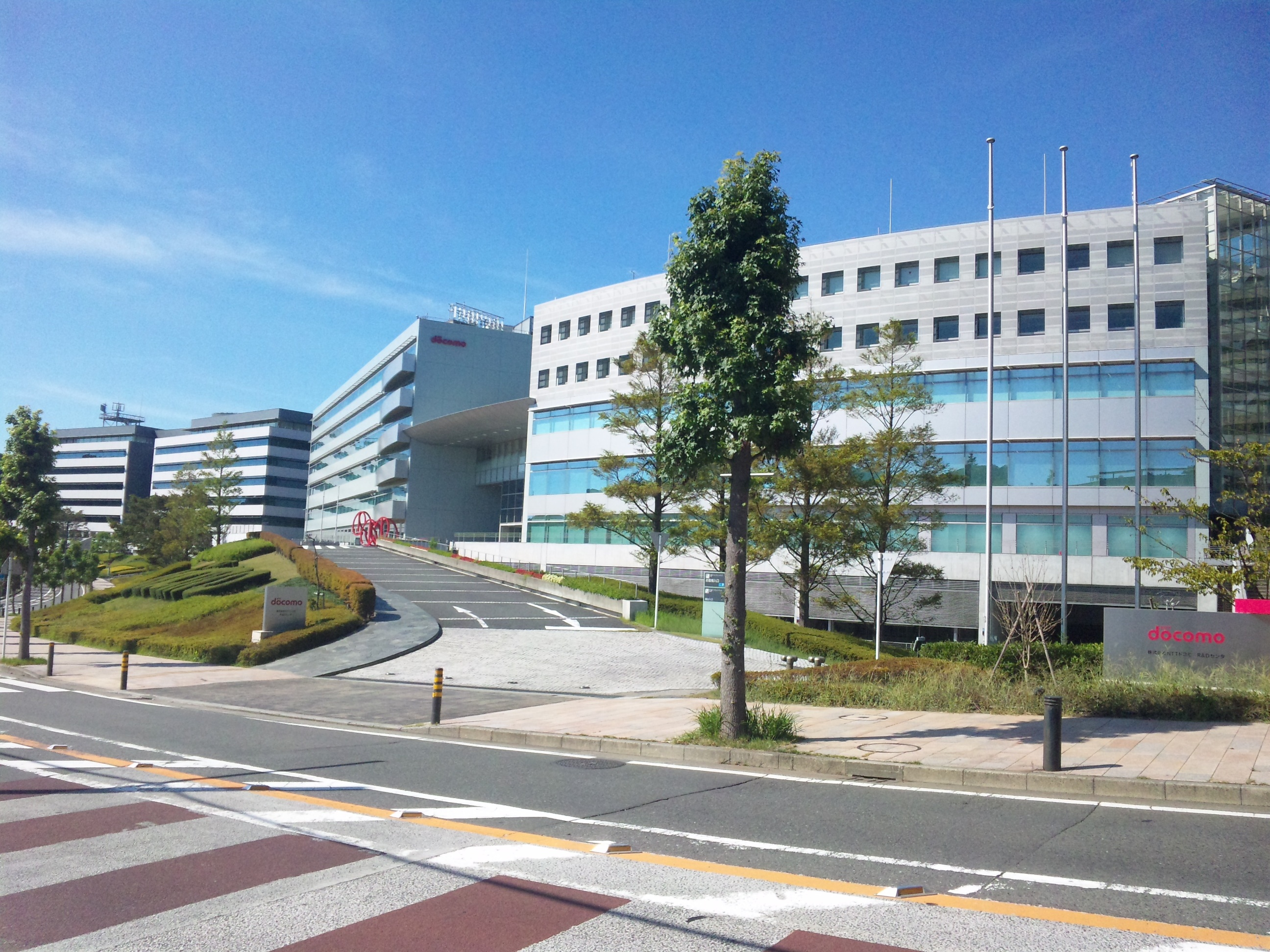
YRP野比 NTTドコモ R&Dセンター（2012年）

### 交通
- 京浜急行電鉄久里浜線YRP野比駅 - 直結
- 国道134号
- 県道27号 横須賀葉山線
- 県道212号 久里浜港線

### 名所・研究機関拠点
- 横須賀リサーチパーク (YRP)
- 野比海岸（別名は北下浦海岸、三浦海岸の一部）
- 武山
- 旧海軍聴音所跡

### 行政、教育機関
- 横須賀市役所北下浦行政センター
- 北下浦市民プラザ
- 南消防署野比出張所
- 港湾空港技術研究所野比実験場
- 国立病院機構久里浜医療センター（旧・国立療養所久里浜病院）
- 筑波大学附属久里浜特別支援学校
- 国立特別支援教育総合研究所
- 横須賀市立野比中学校
- 横須賀市立野比小学校
- 横須賀市立野比東小学校